# Torre fortaleza de Friol

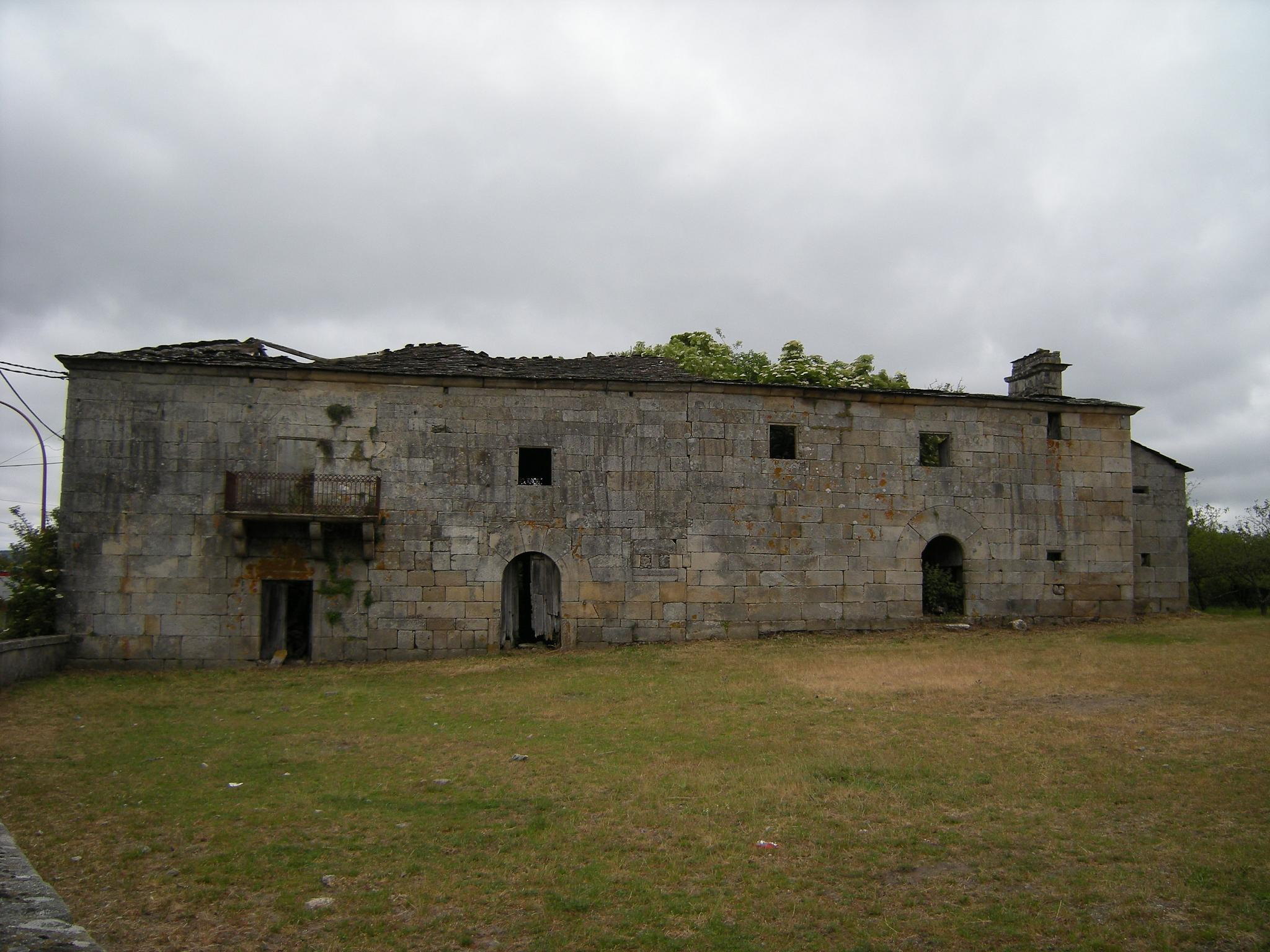
Torre fortaleza de Friol, Espanha

A Torre fortaleza de Friol é considerado como um dos castelos mais antigos do concelho luguês de Friol, na Comunidade Autônoma da Galiza (Espanha).

## História
Provavelmente foi levantado no século XII e dessa fábrica original conserva nos seus muros interiores signos lapidários semelhantes aos das igrejas românicas levantadas nesse século.
Pertenceu à casa dos Altamira e dela fez morgado o conde Fernando de Freixomil. Também pertenceu aos Maldonado e à antiga linhagem dos Prados, linhagem de origem leonesa que tem como estandarte o leão rampante em sable sobre campo de ouro.

## Características
A fortificação sofreu importantes modificações conservando-se os restos mais antigos apegados ao paço levantado com posterioridade.
A antiga torre de menagem é de planta quadrada, medindo mais de 10 metros de lado. Na sua fachada Norte abre-se à altura do terceiro andar uma pequena janela de arco monolítico falso. A fachada Oeste que olha para o antigo pátio de armas abre-se, nos dois últimos andares, por meio de duas pequenas janelas de feitura similar à da anterior. A fachada Leste conhece-se com o nome de Vara Alta e foram objeto de múltiplas modificações, conservando na sua parte mais antiga uma porta de arco de volta perfeita realizado com grandes aduelas e jambas de aresta em chanfro.
No lado esquerdo do conjunto conserva-se outro corpo da fachada, que possivelmente seja do século XVII,  divide-se em três andares. Abre-se com uma porta com arco moldurado, e uma varanda com balaustrada de ferro, apoiada sobre mísulas de pedra.
Em nossos dias a torre de menagem apresenta uma fenda no alto de um dos seus muros o que faz que o edifício ameace ruína.